# Наурузовский сельсовет (Оренбургская область)
Наурузовский сельсовет — сельское поселение в Пономарёвском районе Оренбургской области Российской Федерации.
Административный центр — село Наурузово.

## История
9 марта 2005 года в соответствии с законом Оренбургской области № 1909/346-III-ОЗ образовано сельское поселение Наурузовский сельсовет, установлены границы муниципального образования.

## Население
| 2010  | 2012  | 2013  | 2014  | 2015  | 2016  | 2017  |
| ----- | ----- | ----- | ----- | ----- | ----- | ----- |
| 1697  | ↘1654 | ↘1627 | ↘1606 | ↘1577 | ↘1519 | ↘1507 |
| 2018  | 2019  | 2020  | 2021  |       |       |       |
| ↘1472 | ↘1437 | ↘1402 | ↘1380 |       |       |       |

## Состав сельского поселения
| № | Населённый пункт | Тип населённого пункта       | Население |
| - | ---------------- | ---------------------------- | --------- |
| 1 | Григорьевка      | посёлок                      | 6         |
| 2 | Нариманово       | посёлок                      | 3         |
| 3 | Наурузово        | село, административный центр | 1688      |